# 山陽小野田市消防本部
山陽小野田市消防本部（さんようおのだししょうぼうほんぶ）は、かつて存在した山口県山陽小野田市の消防部局（消防本部）。管轄区域は山陽小野田市全域。

## 概要
- 消防本部：山陽小野田市高栄一丁目6番1号
- 管内面積：132.98km2
- 職員定数：104人
- 消防署：2カ所
- 主力機械（2010年4月1日現在）
  - 査察・広報車：12
  - 指令車・指揮車：3
  - 消防ポンプ自動車：6
  - はしご付き消防自動車：1
  - 化学消防自動車：1
  - 大型化学消防車：1
  - 高所放水車：1
  - 救助工作車：2
  - 救急自動車：1
  - 高規格救急自動車：4
  - 泡原液搬送車：1
  - 救助工作車：2

## 沿革
- 2005年（平成17年）3月22日 - 小野田市と山陽町の合併により山陽小野田市が誕生。それに伴い小野田市消防本部と山陽町消防本部が統合し山陽小野田市消防本部が発足。
- 2012年（平成24年）3月31日 - 宇部・山陽小野田消防局の発足に伴い、廃止される[1]

## 組織
- 本部－総務課（経理係、総務係）、予防課（予防係、危険物係）、警防課（警防係）
- 消防署

## 消防署
| 消防署       | 住所             | 出張所                     |
| ------------ | ---------------- | -------------------------- |
| 小野田消防署 | 高栄一丁目6番1号 | なし                       |
| 山陽消防署   | 大字鴨庄94番地   | 埴生：大字埴生3229番地の12 |